# Clotilde van Saksen-Coburg en Gotha

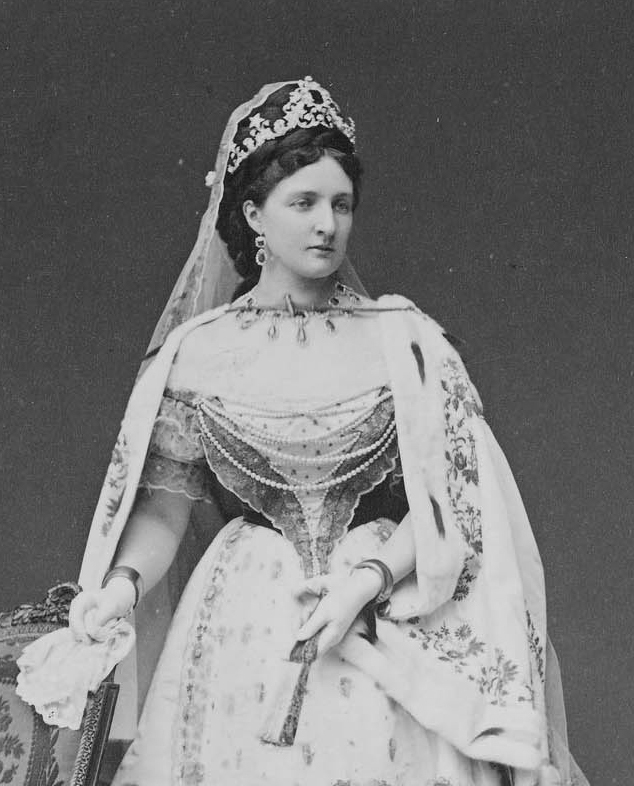
Clotilde van Saksen-Coburg en Gotha

Marie Adelheid Amalie Clotilde (Neuilly-sur-Seine, Frankrijk, 8 juli 1846 — Alcsút, Hongarije, 3 juni 1927), prinses van Saksen-Coburg-Saalfeld, prinses van Saksen-Coburg en Gotha, was de dochter van August van Saksen-Coburg en Gotha en Clementine van Orléans.

## Huwelijk en gezin
Ze trouwde op 12 mei 1864 te Coburg, Duitsland, met aartshertog Jozef Karel, zoon van aartshertog Jozef Anton en Maria Dorothea van Württemberg en broer van koningin Maria Hendrika van België. Ze kregen zeven kinderen:
- Elisabeth Clementine Clotilde (1865-1866)
- Maria Dorothea Amalia (1867-1932), trouwde met Filips van Orléans, Hertog van Orléans, een achterkleinzoon in mannelijke lijn van koning Lodewijk Filips I van Frankrijk
- Margaretha Clementine Maria (1870-1955), trouwde met Albert I von Thurn und Taxis
- Jozef August Victor Clemens Maria (1872-1962), trouwde met Augusta Maria Louise van Beieren, de tweede dochter van Leopold van Beieren en Gisela Louise Marie van Oostenrijk
- Ladislaus Filips Marie Vincent (1875-1895), bleef ongetrouwd
- Elisabeth Henriette Clotilde Maria Victoria (1883-1958), bleef ongetrouwd
- Clotilde Maria Amalie Philomena Rainiera (1884-1903), bleef ongetrouwd

Ze stierf op 3 juni 1927 op 80-jarige leeftijd.

## Voorouders
| Voorouders van Clotilde van Saksen-Coburg en Gotha | Voorouders van Clotilde van Saksen-Coburg en Gotha                                                        | Voorouders van Clotilde van Saksen-Coburg en Gotha                                                        | Voorouders van Clotilde van Saksen-Coburg en Gotha                                                     | Voorouders van Clotilde van Saksen-Coburg en Gotha                                                     | Voorouders van Clotilde van Saksen-Coburg en Gotha                                              | Voorouders van Clotilde van Saksen-Coburg en Gotha                                              | Voorouders van Clotilde van Saksen-Coburg en Gotha                                              | Voorouders van Clotilde van Saksen-Coburg en Gotha                                              |
| -------------------------------------------------- | --- | --- | --- | --- | ----------------------------------------------------------------------------------------------- | ----------------------------------------------------------------------------------------------- | ----------------------------------------------------------------------------------------------- | ----------------------------------------------------------------------------------------------- |
| Overgrootouders                                    | Frans van Saksen-Coburg-Saalfeld (1750-1806) ∞ 1777 Augusta van Reuss-Ebersdorf en Lobenstein (1757-1831) | Frans van Saksen-Coburg-Saalfeld (1750-1806) ∞ 1777 Augusta van Reuss-Ebersdorf en Lobenstein (1757-1831) | Frans Jozef (Ferenc József) Koháry (-) ∞ Maria Antonia Waldstein (–)                                   | Frans Jozef (Ferenc József) Koháry (-) ∞ Maria Antonia Waldstein (–)                                   | Lodewijk Filips II van Orléans (1747-1793) ∞ 1769 Louise Marie Adélaïde van Bourbon (1753-1821) | Lodewijk Filips II van Orléans (1747-1793) ∞ 1769 Louise Marie Adélaïde van Bourbon (1753-1821) | Ferdinand I der Beide Siciliën (1751-1825) ∞ Maria Carolina van Oostenrijk (1752-1814)          | Ferdinand I der Beide Siciliën (1751-1825) ∞ Maria Carolina van Oostenrijk (1752-1814)          |
| Grootouders                                        | Ferdinand George August van Saksen-Coburg-Saalfeld-Koháry (1785-1851) ∞ Antonia van Koháry (1757-1831)    | Ferdinand George August van Saksen-Coburg-Saalfeld-Koháry (1785-1851) ∞ Antonia van Koháry (1757-1831)    | Ferdinand George August van Saksen-Coburg-Saalfeld-Koháry (1785-1851) ∞ Antonia van Koháry (1757-1831) | Ferdinand George August van Saksen-Coburg-Saalfeld-Koháry (1785-1851) ∞ Antonia van Koháry (1757-1831) | Lodewijk Filips I van Frankrijk (1773-1850) ∞ 1809 Marie Amélie van Bourbon-Sicilië (1782-1866) | Lodewijk Filips I van Frankrijk (1773-1850) ∞ 1809 Marie Amélie van Bourbon-Sicilië (1782-1866) | Lodewijk Filips I van Frankrijk (1773-1850) ∞ 1809 Marie Amélie van Bourbon-Sicilië (1782-1866) | Lodewijk Filips I van Frankrijk (1773-1850) ∞ 1809 Marie Amélie van Bourbon-Sicilië (1782-1866) |
| Ouders                                             | August van Saksen-Coburg en Gotha (1818-1881) ∞ Clementine van Orléans (1817-1907)                        | August van Saksen-Coburg en Gotha (1818-1881) ∞ Clementine van Orléans (1817-1907)                        | August van Saksen-Coburg en Gotha (1818-1881) ∞ Clementine van Orléans (1817-1907)                     | August van Saksen-Coburg en Gotha (1818-1881) ∞ Clementine van Orléans (1817-1907)                     | August van Saksen-Coburg en Gotha (1818-1881) ∞ Clementine van Orléans (1817-1907)              | August van Saksen-Coburg en Gotha (1818-1881) ∞ Clementine van Orléans (1817-1907)              | August van Saksen-Coburg en Gotha (1818-1881) ∞ Clementine van Orléans (1817-1907)              | August van Saksen-Coburg en Gotha (1818-1881) ∞ Clementine van Orléans (1817-1907)              |
| Clotilde van Saksen-Coburg en Gotha (1846-1927)    | | | | |                                                                                                 |                                                                                                 |                                                                                                 |                                                                                                 |